# Hervormde kerk (Reitsum)
De Hervormde kerk van Reitsum is een kerkgebouw in de Nederlandse provincie Friesland. Het kerkgebouw is een rijksmonument.

## Beschrijving
De driezijdig gesloten zaalkerk uit 1738 kreeg in 1874 een geveltoren en in 1881 een noordelijke aanbouw. De klok (1612) is gegoten door Hendrik Wegewaert. De preekstoel dateert uit 1638. Het orgel uit 1885 is gemaakt door Bakker & Timmenga. 
Op het kerkhof een zerk van Johannes Jacobus Asuerus Ploos van Amstel (1835-1895), predikant en een van de voormannen van de Doleantie (1886).

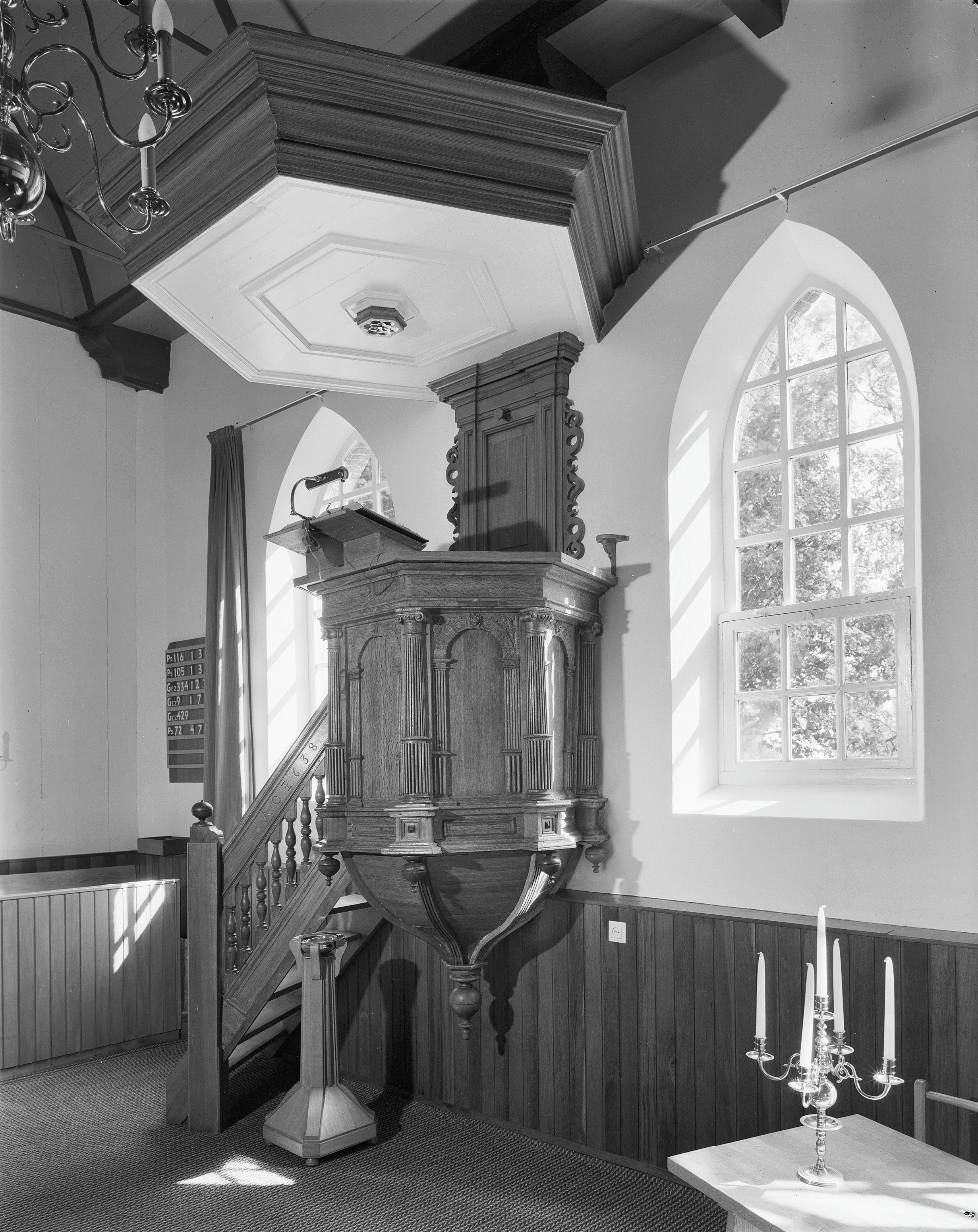
Preekstoel (1976)
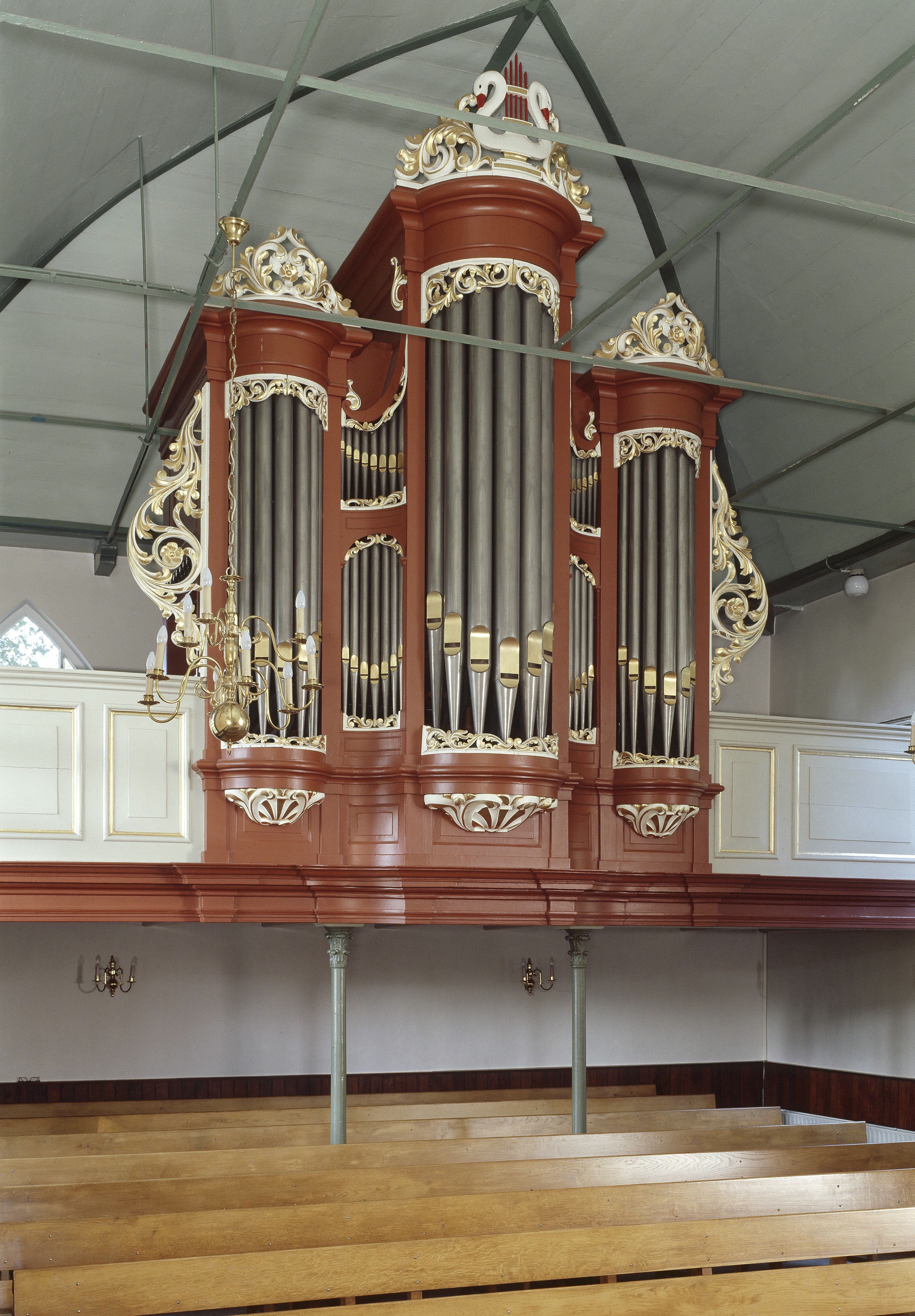
Interieur met orgel (2006)